# 泰坦尼克号纪念灯塔

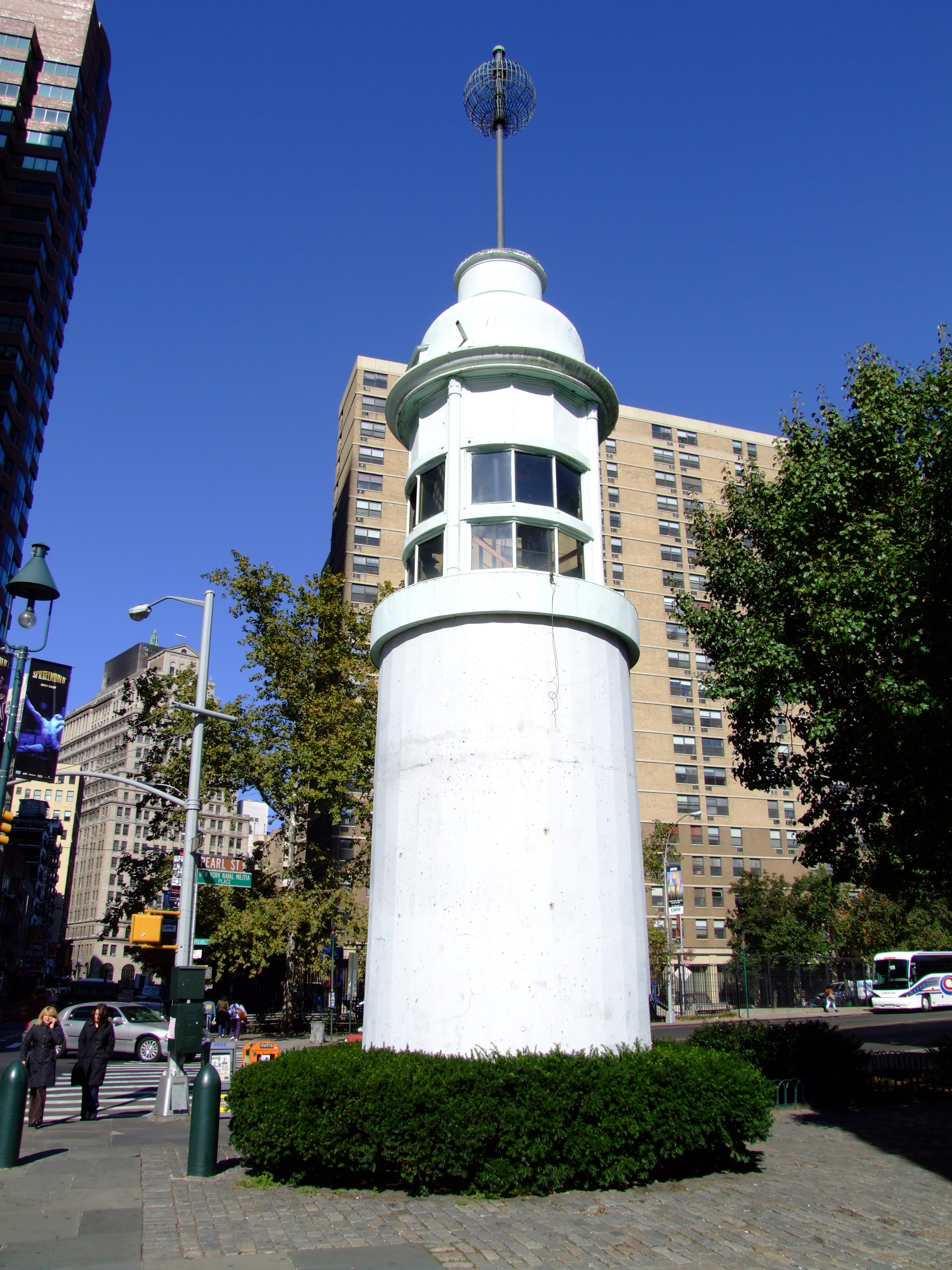
泰坦尼克号纪念灯塔

泰坦尼克号纪念灯塔（Titanic Memorial）是一座60英尺高的灯塔，位于美国纽约市东河河畔，用来纪念1912年4月15日铁达尼号沉没事故的死难者。

## 历史
灯塔最初于1913年建于南街纽约和新泽西海员教会的屋顶。从1913年到1967年，灯塔顶部的報時球会在正午十二时落入洞中。这个報時球由华盛顿美国海军天文台发出的电报信号激活。
海员教会在1968年7月搬到州街15号。1976年5月，在富尔顿街和珍珠街转角，南街海港博物馆的入口处，竖立了泰坦尼克号纪念灯塔。 
2017年，在鐵達尼號紀念燈塔修復之友的支持下，根據燈塔的狀況啟動了保護工作，該組織成立於2019年，其成員包括泰坦尼克號船員的後代。截至2022年，正在討論的計劃包括在16號碼頭建造一個潛在的鐵達尼號博物館，但燈塔的修復工作沒有得到博物館的支持。

## 外部連結
- 维基共享资源上的相關多媒體資源：Titanic Memorial (New York City)

40°42′26.6″N 74°00′13.8″W / 40.707389°N 74.003833°W